# T Aquarii
T Aquarii är en pulserande variabel av Mira Ceti-typ (M) i stjärnbilden Vattumannen.
Stjärnan varierar mellan visuell magnitud +7,0 och 14,2 med en period av 201,1 dygn. 